# Pidgin nauruan
Le pidgin nauruan est une forme de pidgin parlé sur l'île de Nauru. Jusque dans les années 1980, il était utilisé comme langue secondaire entre les travailleurs étrangers et la population locale nauruane. Il s'agit d'un pidgin à base d'anglais. Il serait apparu avec l'exploitation du phosphate et l'arrivée d'ouvriers étrangers, notamment Chinois, Caroliniens, Marshallais, Kiribatiens et Tuvaluans, devant développer une langue commune.
Le pidgin nauruan a été étudié dans les années 1980-1990 par le linguiste Jeff Siegel, qui lui a donné le nom de Nauruan Pacific Pidgin,.

## Origines
D'après Jeff Siegel, le pidgin nauruan semble être le résultat d'un mélange entre le pidgin chinois anglais (en) et des pidgins mélanésiens (en), bien que le pidgin nauruan soit clairement distinct des différents pidgins mélanésiens. Ses origines pourraient remonter aux débuts de l'exploitation du phosphate à Nauru (en) en 1908. À l'époque, un grand nombre de travailleurs étrangers furent amenés à Nauru. Ils provenaient de Chine, des îles Carolines, des îles Marshall (Micronésie) et, plus tard, des îles Gilbert et Ellice (aujourd'hui Kiribati et Tuvalu).
Selon Rapatahana et Bunce, le pidgin nauruan est né pour répondre au besoin d'une lingua franca entre les travailleurs chinois, les autres communautés originaires des îles du Pacifique et la population autochtone de Nauru.

## Vitalité
Les linguistes Rapatahana et Bunce indiquent en 2012 que ce pidgin est toujours parlé et utilisé par la population d'origine étrangère à Nauru, confirmant les dires de Wurm (2007). Cependant, Wurm note que le pidgin nauruan commence à être supplanté par l'anglais, et le juge « potentiellement en danger ». Il est utilisé surtout par les commerçants chinois.